# Pocklington
Pocklington ist eine Kleinstadt in der englischen Unitary Authority East Riding of Yorkshire. Sie befindet sich zwischen Kingston upon Hull und York in den Yorkshire Wolds. Pocklington besaß bei der Volkszählung im Jahre 2001 7.632 Einwohner.

## Geografie
Pocklington befindet sich am Fuße der Yorkshire Wolds, etwa 20 km östlich von York, 40 km nordwestlich von Hull und 50 km südwestlich von Bridlington und der Nordseeküste.
Im Süden und Westen der Stadt ist die Landschaft überwiegend flach und durch Ackerbau geprägt, im Norden und Osten erstrecken sich die schroffen Kalkhügel der Wolds. Es werden überwiegend Raps und Zuckerrüben (für Nestlé und British Sugar) angebaut, außerdem erfolgt der Abbau von Torf.
Pocklington wird durch den Pocklington Beck, einen kleinen, größtenteils unterirdisch verlaufenden Bach geteilt, welcher in den Pocklington Canal mündet. Beide Gewässer waren für ihren Fischreichtum bekannt, jedoch wurde das Ökosystem 2003 durch einen Abwasser-Überlauf enorm geschädigt, von dem sich die Natur derzeit erholen muss.

## Geschichte
Erste Spuren menschlicher Besiedlung des Ortes stammen wohl aus der Bronzezeit.
In der Eisenzeit war Pocklington ein wichtiger Ort des Parisier-Stammes. 2004 wurden mehrere menschliche Skelette aus dieser Zeit entdeckt.
Während der römischen Herrschaft in England wurde Pocklington weitestgehend von der Römerstadt Eboracum, dem heutigen York, in seiner Bedeutung überlagert. Während Eboracum rasant wuchs, blieb der römische Einfluss in Pocklington gering. Nur wenige römische Relikte wie die Grundmauern einer nahe der Stadt entdeckten Villa sind aus dieser Zeit bekannt.

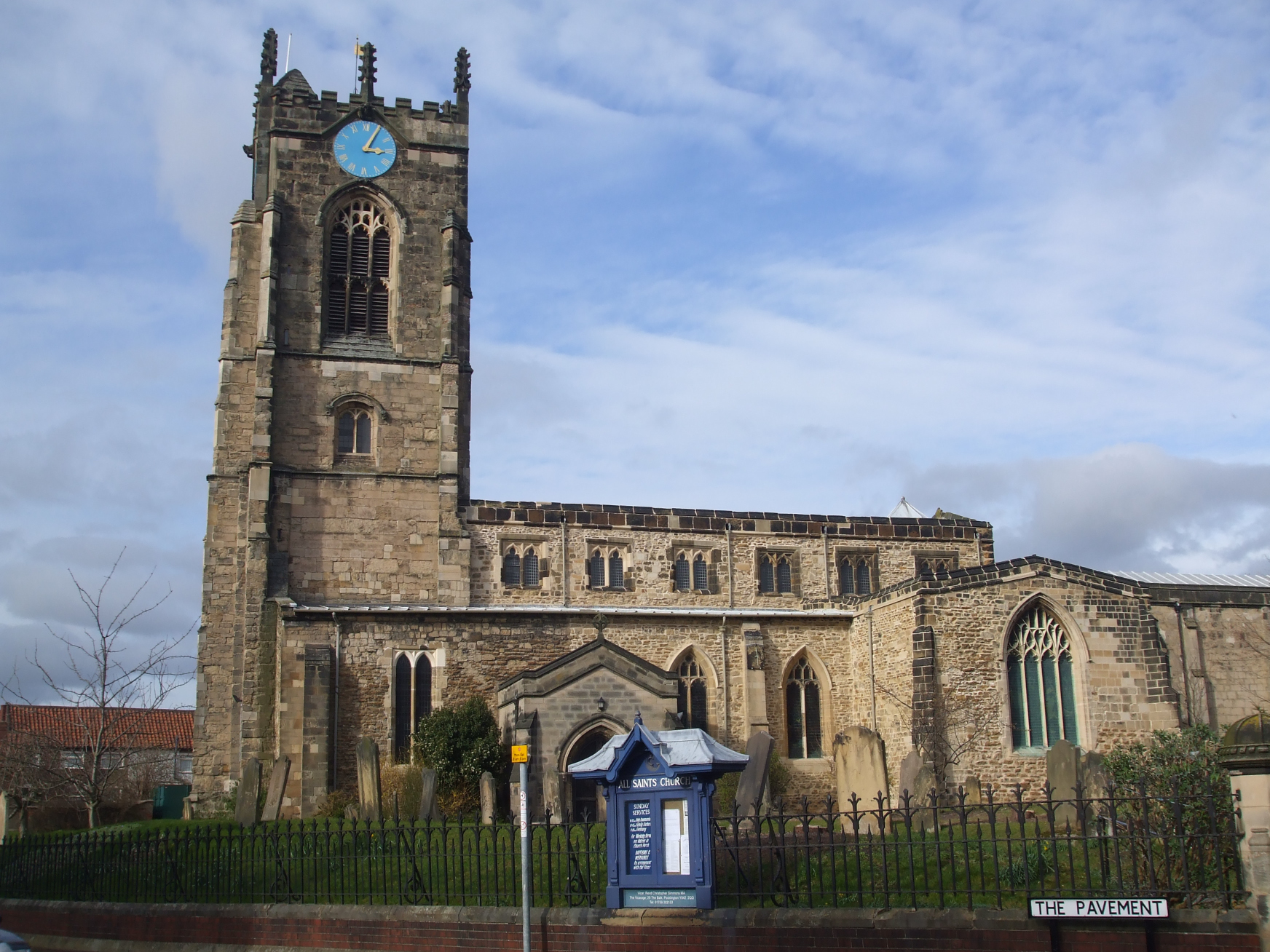
All Saints Church

Um 650 n. Chr. erhielt der Ort den Namen "Poclintun", welcher aus den altenglischen Begriffen "Pocel", dem Namen der Bewohner des Ortes, sowie aus "tun", was so viel wie "Hof" oder "Siedlung" bedeutet, besteht. Ein älterer Name für Pocklington ist nicht bekannt. Es wird angenommen, dass der christliche Missionar Paulinus von York hier eine erste Kirche, die heutige All Saints Church, erbauen ließ. Auf einem im Kirchhof der Kirche stehenden Kreuz heißt es, Paulinus habe im Jahr 627 in Pocklington missioniert.
866 besetzte das Große Heidnische Heer der Wikinger die Gegend. Ab 876 begannen die aus Dänemark kommenden Besatzer sich dauerhaft im heutigen Yorkshire anzusiedeln und installierten das Königreich Jórvík, welches fast ein Jahrhundert lang Bestand hatte.
Im Jahr 1066 erfolgten zwei wichtige Schlachten, die jeweils zu einem Machtwechsel im Land führten. Die Schlacht von Stamford Bridge fand nur vier Meilen von Pocklington entfernt statt und besiegelte das Ende der Wikingerherrschaft in England. Die nachfolgende Schlacht bei Hastings führte zu einer Periode normannischer Herrschaft.
Im Erscheinungsjahr des Domesday Book 1086 war Pocklington (nach York) die zweitgrößte Siedlung in Yorkshire. Während in der Zeit des Mittelalters die Einwohnerzahlen vieler Siedlungen dramatisch zurückgegangen sind, konnte sich Pocklington weiterentwickeln und seinen Wohlstand ausbauen. Dies lag vor allem an Pocklingtons guter Lage an einer Zufahrtsstraße nach York, denn damals war die Stadt wie auch ganz England ein wichtiger Exportmarkt für Wolle nach Kontinentaleuropa.
Im Jahr 1400 war Pocklington einer von 30 Orten in East Riding of Yorkshire mit Marktrecht. Innerhalb der nächsten 150 Jahre verdreifachte sich die Einwohnerzahl, und weitere Gewerbezweige kamen zur Landwirtschaft, dem Bierbrauen und dem Mahlen hinzu.
Am 8. September 1656 wurde dem Ort durch Oliver Cromwell das Stadtrecht verliehen.
Das spätere Parlamentsmitglied William Wilberforce verfasste während seiner Schulzeit in Pocklington 1771–1776 seine ersten offenen Briefe im Kampf gegen den britischen Sklavenhandel, die am Ende zur Aufhebung des selbigen führten.
1814 erfolgte ein Parlamentsbeschluss zum Bau eines schiffbaren Kanals, der die Stadt mit dem Derwent verbinden sollte. Der Kanal wurde 1818 eröffnet, verfiel durch den Bau lukrativerer Eisenbahnstrecken Mitte des 19. Jahrhunderts aber zusehends. Erst 1971 wurde der Kanal mit Hilfe eines Fördervereins wieder instand gesetzt. 1821 hatte die Gemeinde Pocklington
2.163 Einwohner, davon wohnten 1.962 Menschen direkt in der Stadt. 1847 erhielt Pocklington einen Bahnanschluss; die Strecke von York nach Beverley wurde 1965 aufgrund des Beeching-Reports jedoch wieder stillgelegt. 1868 waren die Einwohner Pocklingtons überwiegend in der Landwirtschaft, wie auch in der Seilerei, der Ziegelherstellung und der Bierbrauerei beschäftigt.

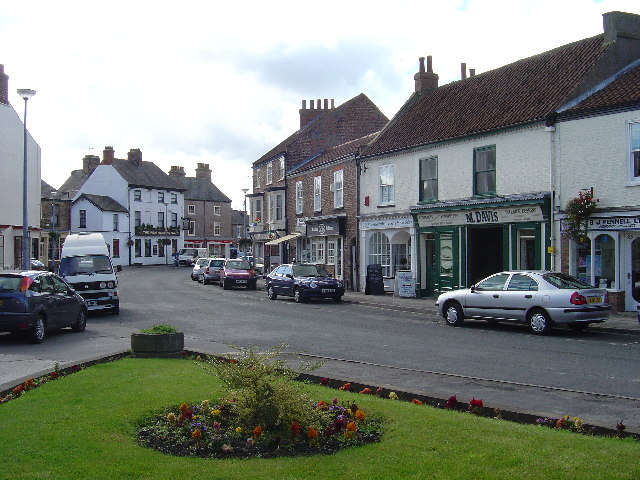
Stadtmitte, 2005

1890 erfolgten umfangreiche Renovierungsarbeiten an der All Saints Church. Dabei wurde im Kirchhof eine Flasche vergraben, die Beschreibungen der Kirchenrenovierung sowie eine Zeitung aus der damaligen Zeit enthielt. Diese wurde 2005 bei Bauarbeiten versehentlich ausgegraben und vor ihrer erneuten Vergrabung mit einer aktuellen Zeitung versehen.
Im April 1941 wurde bei Pocklington ein Flugplatz in Betrieb genommen, welcher im Zweiten Weltkrieg eine wichtige Rolle spielte. Von hier aus sollten vorrangig Ziele in Frankreich bombardiert werden. Am 20. Oktober 1954 wurde die Basis geschlossen.
Seit den 1980ern wurden vermehrt Baugebiete erschlossen, um der meist in York und Hull arbeitenden Bevölkerung günstigen Wohnraum anzubieten.

## Politik
Der Stadtrat Pocklingtons besteht derzeit aus 13 Abgeordneten.
Das Stadtmotto lautet "Service with Freedom". Das Wappen der Stadt wurde 1980 in seiner heutigen Form eingeführt. Das goldene Kreuz darin symbolisiert die Verbindung zu Paulinus und dem Erzbischof von York. Die Weizengarben betonen Pocklingtons Bedeutung in der Landwirtschaft, und die Seerose weist auf die größte Ansammlung von Seerosen Europas in den Burnby Hall Gardens, einem in Pocklington gelegenen Park hin.
Jeder neu errichteten Straße wird durch den Stadtrat der Nachname eines im Krieg gefallenen Bewohners von Pocklington gegeben – eine Entscheidung, die in der Stadt kontrovers diskutiert wurde.

### Städtepartnerschaften
Pocklington unterhält Städtepartnerschaften mit
- Trendelburg, Deutschland (inoffiziell)[12]
- Neuvy-le-Roi, Frankreich

## Kultur und Sehenswürdigkeiten
Das 2000 eröffnete Pocklington Arts Centre bietet ein gemischtes Programm von Filmen, Musik, Theater, Tanz, Vorträge, Workshops und Ausstellungen an. Hier traten bereits Künstler wie der Comedian Barry Cryer auf.
In Anlehnung an das Münchner Oktoberfest führt die Stadt ihr eigenes, jährliches Pocktoberfest durch. Im Gegensatz zum deutschen Original dreht sich das ganze Fest nur ums Bier. 2006 wurden bei der Veranstaltung insgesamt 19 Fässer bzw. 452 Liter Ale konsumiert.
Vom 7. bis 9. Mai 2010 feierte Pocklington sein zum sechsten Mal ausgetragenes Flying Man Festival mit einer Vielzahl kultureller Veranstaltungen. Das Festival wird in Erinnerung an Thomas Pelling ausgerichtet, welcher versucht hatte, mit selbstgebauten Flügeln vom Turm der Stadtkirche zu fliegen und dabei ums Leben kam.

### Bauwerke
Die All Saints’ Church ist die Stadtpfarrkirche Pocklingtons. Sie wird auch die Cathedral of the Wolds genannt und wurde schrittweise vom 12. bis ins 15. Jahrhundert erbaut. Die Kirche gehört der anglikanischen Diözese York an.

### Parks

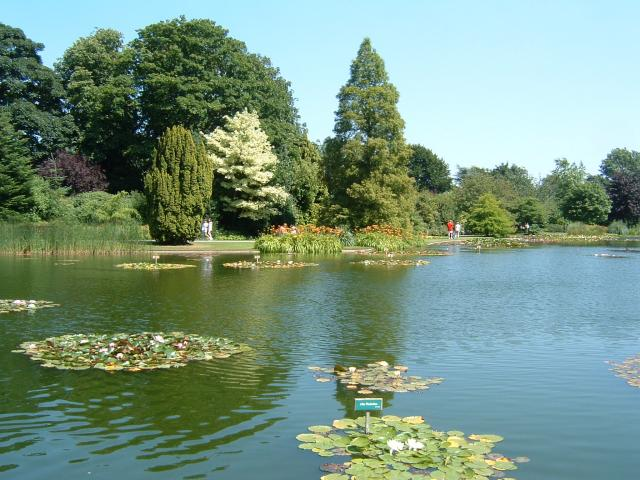
Burnby Hall Gardens

Die Burnby Hall Gardens sind ein etwa 8 Hektar großes Parkgelände, welches zwei Seen mit der größten Vielzahl an Seerosengewächsen in Europa beinhaltet. Auf dem Gelände werden zudem Veranstaltungen wie zum Beispiel Live-Konzerte abgehalten. Der Park ist jährlich von März bis Oktober geöffnet.

### Sport
Pocklington ist die Heimat des Rugbyvereins Pocklington RUFC. Das erste Rugbyspiel Pocklingtons fand am 12. November 1879 mit der Begegnung Pocklington Town and District gegen Pocklington Grammar School statt. Der erste Rugbyverein Pocklington FC wurde 1885 gegründet. Pocklington RUFC ist der Gastgeber des "Good Friday Sevens"-Turniers, das größte Sportevent Pocklingtons, bei dem lokale, nationale und internationale Teams gegeneinander antreten.
Die Stadt besitzt das Francis Scaife Sports Centre, welches ein 20 m langes Schwimmbecken sowie eine
Sporthalle beinhaltet. Außerdem existieren in Pocklington ein Schwimm-, ein Fußball- und ein Cricket-Verein. Außerhalb der Stadt gibt es zwei Golfclubs, den Allerthorpe Park Golf Club mit einem 18-Loch-Parcours sowie den Kilnwick Percy Golf Club.

## Wirtschaft und Infrastruktur

### Verkehr
Pocklington befindet sich an der A1079, einer überregionalen Hauptverkehrsstraße von York nach Hull. Sie ist bekannt für ihre chronische Überlastung zu Stoßzeiten, was sie zu einem Unfallschwerpunkt macht. Zwischen 1999 und 2005 geschahen entlang der Strecke jährlich etwa 90 Unfälle. Derzeit kämpft ein Aktionsbündnis für den kreuzungsfreien Ausbau der Straße zu einer Trasse mit zwei Richtungsfahrbahnen.
Seit der Stilllegung der Bahnstrecke York–Beverley 1965 verfügt Pocklington über keinen Bahnanschluss mehr. Stattdessen existieren heute Busverbindungen in die umliegenden Städte und Gemeinden, darunter auch eine Schnellbusverbindung der Linien 746 bzw. X46 auf der Strecke von York nach Hull. Es gibt zwar Bestrebungen zum Bau einer neuen Bahnstrecke, jedoch müsste diese aufgrund von Überbauungen der alten Trasse nach Landverkäufen der British Rail einem neuen Streckenverlauf folgen. Das von George Townsend Andrews entworfene alte Bahnhofsgebäude wurde aufgrund seiner besonderen Architektur vom Abriss bewahrt und dient heute als Bushaltestelle sowie als Sporthalle der örtlichen Schule. Es wird heute als grade II listed building aufgeführt.
Das Pocklington Airfield ist ein während des Zweiten Weltkrieges von der Royal Air Force genutztes Fluggelände. Es besitzt drei betonierte und asphaltierte Pisten mit einer Länge von jeweils 1.500 m. Das Gelände wurde vom Wolds Gliding Club aufgekauft und wird heute für den Segelflug und für Ballonfahrten genutzt. Eine weitergehende Nutzung des Geländes ist heute nicht mehr vorgesehen. Der nächste kommerzielle Flughafen ist der Humberside Airport in North Lincolnshire, etwa 60 km südöstlich von Pocklington.

### Medien
In Pocklington erscheint wöchentlich die Pocklington Post, die Lokalzeitung der Stadt. In der Stadt wird mit Pock FM zudem von jungen Leuten ein eigenes Radioprogramm ausgestrahlt, was aufgrund von Haushaltszwängen nur in einem begrenzten Zeitraum im Jahr erfolgt. Ein zweiter Radiosender, Vixen FM, ist ein vollzeitlich betriebener Radiosender aus dem benachbarten Market Weighton.

### Bildung

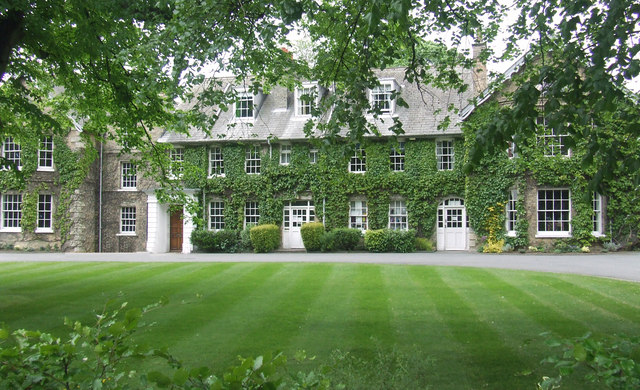
Pocklington School

Pocklington besitzt drei Vorschulen sowie eine privat betriebene Grundschule für Kinder von sieben bis elf Jahren. Sie wurde 1514 gegründet. Von 1771 bis 1776 ging hier William Wilberforce zur Schule.